# Micropagurus
Micropagurus is een geslacht van kreeftachtigen uit de klasse van de Malacostraca (hogere kreeftachtigen).

## Soorten
- Micropagurus acantholepis (Stimpson, 1858)
- Micropagurus bijdeleyi Lemaitre, 2010
- Micropagurus devaneyi McLaughlin, 1986
- Micropagurus polynesiensis (Nobili, 1906)
- Micropagurus propinquus Asakura, 2005
- Micropagurus spinimanus Asakura, 2005